# Álvaro Saieh
Álvaro Saieh Bendeck (Villanueva, La Guajira, 14 de septiembre de 1949) es un académico, economista y empresario
Colombiano de origen palestino. Actualmente es presidente de CorpGroup, uno de los principales grupos empresariales del país, con inversiones en el sector financiero, retail, inmobiliario, hotelero y medios de comunicación. De acuerdo a los datos de la revista Forbes actualizados a 2018, es la cuarta persona más rica de Chile y la número 729 en el mundo. Asimismo, es presidente de la fundación cultural CorpArtes.

## Biografía
Nació el 14 de septiembre de 1949 en Villanueva, en el departamento de La Guajira en Colombia. Proveniente de una familia con raíces Palestino-Libanés, es hijo del chileno José Saieh y la colombiana Elena Bendeck Olivella. Es sobrino de Jorge Bendeck Olivella.
Cuando contaba con tres años, sus padres se establecieron en Talca, Chile, donde iniciaron la empresa familiar Casa Saieh. Es en esta ciudad donde cursó sus estudios primarios y secundarios, finalizando la enseñanza media en el Liceo Abate Molina. A los 17 años se trasladó a Santiago, donde prosiguió su educación en la Universidad de Chile, obteniendo en 1972 el título de Ingeniero Comercial y en 1973 un posgrado en Economía en la misma casa de estudios. Más tarde se especializó en Estados Unidos, alcanzando los grados de Master of Arts (1976) y Ph.D. en Economía (1980), ambos en la Universidad de Chicago.
Sus primeros años como profesional los realizó principalmente en el sector público, siendo asesor económico del Ministerio de Vivienda y Urbanismo y asesor económico del Ministerio de Obras Públicas. También fue asesor del Banco Central de Chile y delegado de la Superintendencia de Bancos en el Banco Continental.

### Matrimonio e hijos
Casado con Ana Guzmán Ahnfelt, el matrimonio tiene cinco hijos: Jorge Andrés, Francisca, Catalina, Consuelo y María Soledad, quien falleció en 2017.

## Carrera empresarial
En los años 1980, Álvaro Saieh comenzó su actividad empresarial al adquirir el Banco Osorno y la Unión junto a otros inversionistas de origen árabe, dentro de los cuales se encontraba Carlos Abumohor. Posteriormente, durante los años 90, adquirió AFP Provida, hoy administradora de fondo de pensiones líder en Chile. En esta misma década vendió ambas compañías a grupos internacionales, en el caso del banco aumentando 100 veces su valor de compra original. 

### CorpBanca
A estas primeras incursiones le siguió la adquisición en 1995 del entonces llamado Banco Concepción, un banco con patrimonio negativo y con una importante deuda subordinada con el Estado. En menos de 10 años Saieh lo transformaría en el cuarto banco privado más grande de Chile, conocido como CorpBanca.
Esta institución comenzó poco a poco a posicionarse en el mercado mundial, internacionalizándose en varios países de América Latina como Perú, Argentina y Colombia, y abriendo oficinas en Madrid y Nueva York. Dentro de este proceso de crecimiento, en 2011 CorpBanca realizó la mayor inversión de una empresa chilena en el extranjero, al adquirir el Banco Santander Colombia en una operación cercana a los US$1.200 millones. En el mismo proceso de internacionalización del banco, Saieh adquiere Helm Bank, transformando así a CorpBanca Colombia en el quinto banco privado de ese país.

### CorpGroup
Junto con el área financiera, Álvaro Saieh también expandió su actividad empresarial a diversos rubros, con compañías que actualmente se reúnen en CorpGroup. Este es el holding que agrupa las empresas del Grupo Saieh, con inversiones en el sector financiero, retail, inmobiliario, hotelero y medios de comunicación.

#### Itaú CorpBanca
En 2016 CorpBanca se fusionó con Itaú, entidad bancaria brasileña. Actualmente el conglomerado es el cuarto mayor banco privado de Chile, y cuenta con una participación de mercado cercana de 8% y una capitalización bursátil de US$3.400 millones aproximadamente.

#### SMU
CorpGroup entró en el área del retail en 2007, cuando la familia Saieh selló la compra de los supermercados Unimarc. Con esto nació SMU, que a lo largo de los años y con la integración de más de 58 cadenas de supermercados se ha posicionado como la tercera cadena de supermercados del país y la que cuenta con una mayor cobertura nacional. SMU opera o ha operado con distintos formatos: cadenas mayoristas (Alvi y Mayorista 10), de conveniencia (OK Market), supermercados (Unimarc) y una cadena ferretera (Construmart). Actualmente SMU está presente en Perú a través de los supermercados Mayorsa.

#### VivoCorp
La actividad inmobiliaria de CorpGroup se consolida en VivoCorp, empresa que cuenta con 70 stand alone, 60 strip centers y 3 power centers. Con 350.000 m² en malls y outlets, entre sus principales activos están Mall Vivo San Fernando, Mall Vivo Los Trapenses, Mall Panorámico y Mall El Centro, además de la participación en Casa Costanera. En el segmento outlet se encuentra el Outlet de Maipú, Peñuelas, La Florida y Temuco.
El 2017 se espera también la concreción de dos grandes proyectos: Mall Vivo Coquimbo y Mall Vivo Imperio, además de darse inicio a la construcción del Mall Vivo Santiago.

#### Copesa y Grupo Dial
En 1990 CorpGroup ingresó al grupo de medios de comunicación Copesa, pasando a ser su accionista mayoritario en 2000. El holding cuenta con seis medios de comunicación escritos (La Tercera, La Cuarta, Pulso, Diario Concepción, Qué Pasa y Paula) y una radio (Duna), esta última perteneciente al Grupo Dial. Radio Disney Chile a partir del 1 de noviembre fue adquirido los derechos de transmisión por Mega Media.

#### Hotel Mandarín Oriental, Santiago de Chile
En la actualidad es dueño del edificio Mandarín Oriental, pero no de la compañía. En su momento también fue dueño del edificio Hyatt Place, pero luego lo vendió.

#### Sociedades
Algunas de las sociedades que forman parte de este holding y que prestan servicios de back office a otras empresas del grupo son Aeronest S.A., Corp Imagen y Diseño S.A., Corp Research S.A., CorpGroup Holding Ltda., Hotel Corporation of Chile S.A., Inmobiliaria Edificio CorpGroup S.A., CorpGroup Interhold SPA, Inversiones HSG S.A. y Punto H S.A.

### Querellas
Álvaro Saieh es asunto de varias querellas, la última presentada en marzo de 2023. Esta acción penal fue ingresada contra Saieh, Jorge Andrés Saieh, María Catalina Saieh, Cristóbal Cerda y Pilar Dañobeitia, "por delitos reiterados de otorgamiento de contrato simulado" en torno al bono de CorpGroup Banking, sumando "una decena de querellantes" en la causa liderada por la Fiscalía de Las Condes. “Entre los años 2016 y 2020, el querellado dispuso que CGB ejecutara con sus relacionadas SAGA y GASA una serie de contratos de suscripción y compraventa de acciones de SAGA, todos los cuales son simulados, ya que la real voluntad del controlador fue sacar la liquidez (dinero) de CGB y en ningún caso adquirir las referidas acciones", lee la acción penal. El abogado e Saieh, Samuel Donoso, dijo que "nos parece que estas acciones judiciales son extremadamente temerarias, el supuesto bono en que se basan fue objeto de un proceso de negociación y acuerdo en los Estados Unidos de América, Chapter 11, el cual se tramitó ante los Tribunales de Delaware, que los querellantes sostengan que son acreedores del Bono es falso".

## Fundaciones
Dentro de las actividades que ha desarrollado en los últimos años Álvaro Saieh junto a su familia, está la creación de dos fundaciones. 
Fundación CorpArtes, nacida en 2002, tiene como objetivo promover el arte y la cultura, y mejorar el acceso a ella de todos los chilenos a través de experiencias culturales transformadoras. En esta línea es que ha gestionado iniciativas en el ámbito de la literatura, el cine, las artes visuales, el teatro y la música, entre ellas la organización del Festival Internacional de Cine de Santiago (SANFIC). En 2014 se inauguró el Centro de las Artes 660, espacio cultural de la fundación que cuenta con una sala de teatro multipropósito, un jardín de esculturas y tres salas de artes visuales.
En 2010 fue creada la Fundación Descúbreme, cuya misión es impulsar la inclusión integral de personas con discapacidad cognitiva. Creada a partir de la iniciativa de la Sociedad Educacional Colegio El Golf S.A. y las Fundaciones Tacal, Mírame y Amigos por Siempre, la fundación realiza campañas de sensibilización, acompañamiento e inclusión laboral, y proyectos sociales, entre los que se encuentra el Fondo Descúbreme.

## Participación en instituciones
Actualmente Álvaro Saieh es miembro del Board of Trustees de la Universidad de Chicago, del Board of Trustees del Museo Metropolitano de Arte de Nueva York, y de los patronatos del Museo del Prado, Museo Reina Sofía, Teatro Real, Council Metropolitan Opera New York, World Art Services Foundation y del Consejo de Supervisores de la Hispanic Society of America – Museum & Library, entre otros. Además, ha estado involucrado en organizaciones sin fines de lucro en el extranjero, tales como The Nature Conservancy y las Naciones Unidas, en el proyecto Public Safety.
También fue miembro del directorio de El Museo del Barrio (Nueva York), el Latin American Board de la Universidad de Georgetown y la Inter-American Culture and Development Foundation.

## Premios y reconocimientos
- Excelencia 2012, AméricaEconomía (2012).
- Trayectoria Empresarial, ASEXMA (2011).
- Liderazgo Empresa, ACAFI (2011).
- Líder Corporativo 2011, North American-Chilean Chamber of Commerce (2011).
- Empresario CIO del año, MKTG BEST (2011).
- Medalla de Honor AICO (Asociación Iberoamericana de Cámaras de Comercio), Directorio de la Cámara de Comercio de Santiago (2010).
- Premio ICARE Categoría Empresario, Instituto Chileno de Administración Racional de Empresas (ICARE) (2009).
- Premio Gestión, Colegio de Ingenieros de Chile (2009).
- Premio al Espíritu Emprendedor, Universidad del Desarrollo (2009).
- Premio Personalidades Distinguidas, Universidad del Pacífico (2008).
- Círculo de Honor, Escuela de Economía y Negocios de la Universidad de Chile (2006).
- Premio Portafolio, Revista Poder y Boston Consulting Group (2006).
- Distinción de Excelencia, Revista American Economy (1994).

## Publicaciones
- Dinero, precios y política monetaria. Con Valeriano García. Ediciones Macchi (1985). ISBN 9505370777
- La Economía Internacional y su impacto en la Economía Chilena. En Taller de Coyuntura, Departamento de Economía, Universidad de Chile (1985).
- Una nota acerca del crecimiento del dinero. En Revista de Economía, N° 33 (1985).
- Situación Monetaria y de comercio exterior. En Revista de Economía N° 26 (1984).
- Keynes: el economista político. En Revista Estudios de Economía N° 22. Departamento de Economía, Universidad de Chile (1984).
- La demanda por Reservas Internacionales y la política crediticia discrecional en economías con tipo de cambio fijo. En Revista de Economía N° 23. Departamento de Economía, Universidad de Chile. (1984).
- What can we learn from the Chilean Experience 1973-1983. Con L. Sjaastad en The 11th INTERLAKEN, Seminario de Análisis de Ideología (1984).
- La renegociación de la deuda y su significado. Con H. Cheyre en Revista de Economía N° 12 (1983).
- Keynes: el economista político. En Revista de Economía N° 13 (1983).
- Un comentario sobre las críticas. Con E. Haindl y G. Parot en Revista de Economía N° 17 (1983).
- Sobre política macroeconómica. En Revista de Economía N° 18 (1983).
- Perspectivas de la economía mundial y su impacto en Chile. Con J. Selume en Revista de Economía N° 18 (1982).
- Comportamiento de las variables monetarias en economías con tipo de cambio fijo. CEMLA Monetaria. Vol. IV, N° 2 (1981).
- Política Económica, 1973-1979. Con Jorge Cauas en Revista Realidad N° 5 (1980).
- El enfoque monetario del tipo de cambio. En Cuadernos de la CEPAL (E/CEPAL/1088) (1979).
- Expectativas de precio y de inflación: revisión de la literatura. Departamento de Economía, Universidad de Chile. Publicación Docente N° 27 (1979).
- Inversión y Crecimiento. Departamento de Economía, Universidad de Chile (1979).
- Un análisis sobre la posibilidad de evaluar la solvencia crediticia de los países en desarrollo. CEMLA Monetaria, Vol. II, N° 3 (1979).
- Diagnóstico del problema habitacional chileno. En Colección Monografías y Ensayos N° 97. División Técnica de Estudio y Fomento Habitacional, Ministerio de Vivienda y Urbanismo (1978).
- Sistemas cambiarios alternativos en escenarios inflacionarios. PNUD/CEPAL (1978).
- Sistema de Financiamiento para la vivienda en Chile. Documento de Investigación N° 16. Departamento de Economía, Universidad de Chile (1977).
- Introducción al Mercado de Capitales. En Estudios Monetarios III, Banco Central de Chile (1974).
- Determinantes próximos de la cantidad de dinero. En Revista de Economía N° 2, Departamento de Economía, Universidad de Chile (1974).